# 26151 Irinokaigan
26151 Irinokaigan (tên chỉ định: 1994 TT3) là một tiểu hành tinh vành đai chính. Nó được phát hiện bởi Tsutomu Seki ở Geisei Observatory ở Kōchi, Kōchi Prefecture, Nhật Bản, ngày 2 tháng 10 năm 1994. Nó được đặt theo tên Irino, a beach gần the town thuộc Kuroshio, Kōchi Prefecture.